# شهرستان دوج (نبراسکا)
شهرستان دوج، نبراسکا (به انگلیسی: Dodge County, Nebraska) یک سکونتگاه مسکونی در ایالات متحده آمریکا است که در نبراسکا واقع شده‌است.

## خصوصیات
شهرستان دوج ۱٬۴۰۸٫۹۶ کیلومترمربع مساحت دارد.